# Hexachaeta bifurcata
Hexachaeta bifurcata är en tvåvingeart som beskrevs av Hernandez-ortiz 1999. Hexachaeta bifurcata ingår i släktet Hexachaeta och familjen borrflugor. Inga underarter finns listade i Catalogue of Life.